# Grand Prix moto d'Argentine 1998
Le  Grand Prix moto d'Argentine 1998 est la seizième manche du championnat du monde de vitesse moto 1998. La compétition s'est déroulée du 23 au 25 octobre 1998 sur le circuit Oscar Alfredo Galvez.
C'est la 9e édition du Grand Prix moto d'Argentine.

## Classement 500 cm3
| Pos  | Pilote                   | Constructeur | Temps/Écart     | Points |
| ---- | ------------------------ | ------------ | --------------- | ------ |
| 1    | Mickael Doohan           | Honda        | 47 min 07 s 332 | 25     |
| 2    | Tadayuki Okada           | Honda        | +4 s 762        | 20     |
| 3    | Alex Barros              | Honda        | +5 s 590        | 16     |
| 4    | Norifumi Abe             | Yamaha       | +27 s 685       | 13     |
| 5    | Max Biaggi               | Honda        | +30 s 254       | 11     |
| 6    | Régis Laconi             | Yamaha       | +30 s 441       | 10     |
| 7    | Jean-Michel Bayle        | Yamaha       | +30 s 647       | 9      |
| 8    | Carlos Checa             | Honda        | +30 s 944       | 8      |
| 9    | Sete Gibernau            | Honda        | +32 s 808       | 7      |
| 10   | John Kocinski            | Honda        | +41 s 714       | 6      |
| 11   | Kenny Roberts Jr         | Modenas      | +46 s 746       | 5      |
| 12   | Nobuatsu Aoki            | Suzuki       | +48 s 264       | 4      |
| 13   | Simon Crafar             | Yamaha       | +1 min 02 s 063 | 3      |
| 14   | Jurgen van den Goorbergh | Honda        | +1 min 03 s 255 | 2      |
| 15   | Ralf Waldmann            | Modenas      | +1 min 06 s 271 | 1      |
| 16   | Sébastien Gimbert        | Honda        | +1 min 27 s 889 |        |
| 17   | Matt Wait                | Honda        | +1 min 27 s 960 |        |
| 18   | Juan Borja               | Honda        | +1 min 28 s 404 |        |
| 19   | Craig Connell            | Honda        | +1 tour         |        |
| 20   | Fabio Carpani            | Honda        | +1 tour         |        |
| 21   | Juan Pablo Gianini       | Honda        | +1 tour         |        |
| Abd. | Luca Cadalora            | Muz-Weber    | Abandon         |        |
| Abd. | Àlex Crivillé            | Honda        | Abandon         |        |

## Classement 250 cm3
| Pos  | Pilote              | Constructeur | Temps/Écart     | Points |
| ---- | ------------------- | ------------ | --------------- | ------ |
| 1    | Valentino Rossi     | Aprilia      | 44 min 26 s 581 | 25     |
| 2    | Loris Capirossi     | Aprilia      | +5 s 360        | 20     |
| 3    | Olivier Jacque      | Honda        | +27 s 096       | 16     |
| 4    | Tohru Ukawa         | Honda        | +27 s 451       | 13     |
| 5    | Roberto Rolfo       | TSR-Honda    | +30 s 820       | 11     |
| 6    | Jeremy McWilliams   | TSR-Honda    | +41 s 816       | 10     |
| 7    | Noriyasu Numata     | Suzuki       | +42 s 555       | 9      |
| 8    | Johann Stigefelt    | Suzuki       | +42 s 708       | 8      |
| 9    | Franco Battaini     | Yamaha       | +43 s 148       | 7      |
| 10   | Luca Boscoscuro     | TSR-Honda    | +52 s 505       | 6      |
| 11   | Takeshi Tsujimura   | Yamaha       | +54 s 131       | 5      |
| 12   | Davide Bulega       | ERP-Honda    | +1 min 07 s 509 | 4      |
| 13   | Diego Giugovaz      | Aprilia      | +1 min 12 s 506 | 3      |
| 14   | Osamu Miyazaki      | Yamaha       | +1 min 35 s 028 | 2      |
| 15   | Woolsey Coulter     | Honda        | +1 min 37 s 371 | 1      |
| 16   | Matthieu Lagrive    | Honda        | +1 min 42 s 817 |        |
| 17   | Federico Gartner    | Aprilia      | +1 min 45 s 353 |        |
| 18   | Diego Ruaben        | Honda        | +1 tour         |        |
| 19   | Leandro Mulet       | Yamaha       | +1 tour         |        |
| 20   | Gabriel Borgmann    | Yamaha       | +1 tour         |        |
| Abd. | Luis d'Antin        | Yamaha       | Abandon         |        |
| Abd. | José Luis Cardoso   | Yamaha       | Abandon         |        |
| Abd. | Stefano Perugini    | Honda        | Abandon         |        |
| Abd. | Tetsuya Harada      | Aprilia      | Abandon         |        |
| Abd. | Alfredo Rios        | Yamaha       | Abandon         |        |
| Abd. | Haruchika Aoki      | Honda        | Abandon         |        |
| Abd. | Yasumasa Hatakeyama | Honda        | Abandon         |        |
| Abd. | Sebastian Porto     | Aprilia      | Abandon         |        |

## Classement 125 cm3
| Pos  | Pilote                 | Constructeur | Temps/Écart     | Points |
| ---- | ---------------------- | ------------ | --------------- | ------ |
| 1    | Tomomi Manako          | Honda        | 42 min 43 s 976 | 25     |
| 2    | Marco Melandri         | Honda        | +0 s 566        | 20     |
| 3    | Lucio Cecchinello      | Honda        | +1 s 137        | 16     |
| 4    | Masao Azuma            | Honda        | +1 s 191        | 13     |
| 5    | Kazuto Sakata          | Aprilia      | +16 s 111       | 11     |
| 6    | Mirko Giansanti        | Honda        | +16 s 314       | 10     |
| 7    | Arnaud Vincent         | Aprilia      | +21 s 921       | 9      |
| 8    | Masaki Tokudome        | Aprilia      | +22 s 833       | 8      |
| 9    | Noboru Ueda            | Honda        | +23 s 597       | 7      |
| 10   | Gianluigi Scalvini     | Honda        | +23 s 922       | 6      |
| 11   | Ivan Goi               | Aprilia      | +23 s 958       | 5      |
| 12   | Gino Borsoi            | Aprilia      | +27 s 543       | 4      |
| 13   | Frédéric Petit         | Honda        | +27 s 720       | 3      |
| 14   | Yoshiaki Katoh         | Yamaha       | +27 s 822       | 2      |
| 15   | Youichi Ui             | Yamaha       | +42 s 461       | 1      |
| 16   | Enrique Maturana       | Yamaha       | +52 s 756       |        |
| 17   | Steve Jenkner          | Aprilia      | +54 s 889       |        |
| 18   | Jaroslav Huleš         | Honda        | +55 s 022       |        |
| 19   | Cristiano Irias-Vieira | Honda        | +1 tour         |        |
| 20   | Silvio Zequim          | Honda        | +1 tour         |        |
| Abd. | Roberto Locatelli      | Honda        | Abandon         |        |
| Abd. | Cesar Barros           | Honda        | Abandon         |        |
| Abd. | Jeronimo Vidal         | Aprilia      | Abandon         |        |
| Abd. | Federico Cerroni       | Aprilia      | Abandon         |        |
| Abd. | Andrea Iommi           | Honda        | Abandon         |        |
| Abd. | Christian Manna        | Yamaha       | Abandon         |        |
| Abd. | Emilio Alzamora        | Aprilia      | Abandon         |        |
| Abd. | Angel Nieto Jr         | Aprilia      | Abandon         |        |